# Akkol
Akkol ( kazah nyelven: Ақкөл, Aqköl), korábban Alekszejevka (orosz nyelven: Алексеевка, 1997-ig) város Kazahsztán északi részén. Az ország fővárosától, Nur-Sultantól 100 kilométerrel északra található, a Nur-Sultan és a Burabay Nemzeti Park közötti autópálya mentén. A város az Akmola régió Akkol-i járásának közigazgatási központja. Lakóinak többsége kazah és orosz, de vannak ukrán és német kisebbségei is. A lakosság száma 1999-ben 15 682 fő, a 2009-es népszámlálás adatai alapján pedig 14 217 fő volt.

## Leírása
A mai Akkol 1887-es alapításától 1997-ig az Alekszejevka nevet viselte. Akkol az azonos nevű tó nyugati oldalán fekszik. Így a tó, az Orosz Föderáció felé tartó sűrű fenyőerdő és a Nur-Sultan felé terjedő széles síkság között helyezkedik el. A városrész központjának lakossága 14 000 fő körüli, mely létszámból a kazah lakosság körülbelül 40%. A lakosság többi részét többnyire szláv népek alkotják, például oroszok és ukránok. A városban az épületek többsége egyszintes magánházakból áll, de számos ötemeletes is található köztük. Akkolt a nyugati oldalon egy fenyővel borított kiemelkedés védi, amelynek neve oroszul Kalancha (Őrtorony). A fenyőerdőben található többek között egy „SharZhum” nevű síközpont, amely egész évben fogadja a vendégeket és a turistákat. Akkol közepén egy önkormányzati park is található. A várost két részre osztja egy vasút, amelyet két íves híd és egy sorompós vasúti átjáró keresztez.